# Patrick Juvet

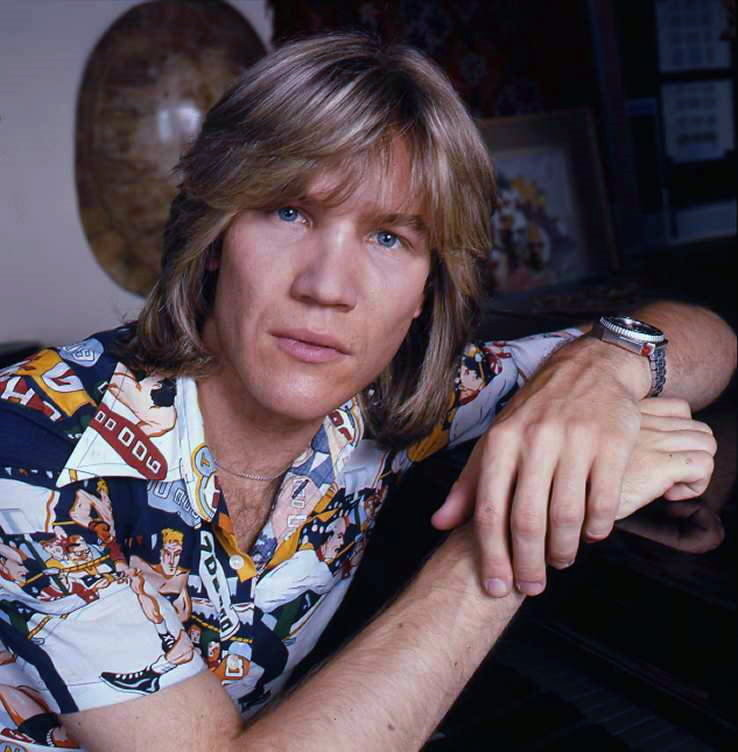
Patrick Juvet in 1976

Patrick Juvet (Montreux, 21 augustus 1950 – Barcelona, 1 april 2021) was een Zwitserse zanger, pianist en liedjesschrijver.
In 1972 had hij een grote hit in Frankrijk met La Musica. Een jaar later vertegenwoordigde hij Zwitserland op het Eurovisiesongfestival 1973 met het lied Je vais me marier, Marie. Hij werd twaalfde en had er een hit mee in Frankrijk. Met zijn volgende single Sonia gooide hij nog hogere ogen. Ook zijn albums konden op succes rekenen.
Eind jaren 70 scoorde hij hits met Got A Feeling, I Love America (1978) en Lady Night (1979). Daarna werd het stil rond de zanger en hij trok zich terug uit de showbizz. In de jaren 90 trad hij nog weleens op en bracht hij een compilatiealbum uit.
Juvet werd op 1 april 2021 dood aangetroffen in zijn appartement in Barcelona. Hij werd 70 jaar oud. Een autopsierapport dat op 8 april werd vrijgegeven, concludeerde dat Juvet aan een hartstilstand stierf.

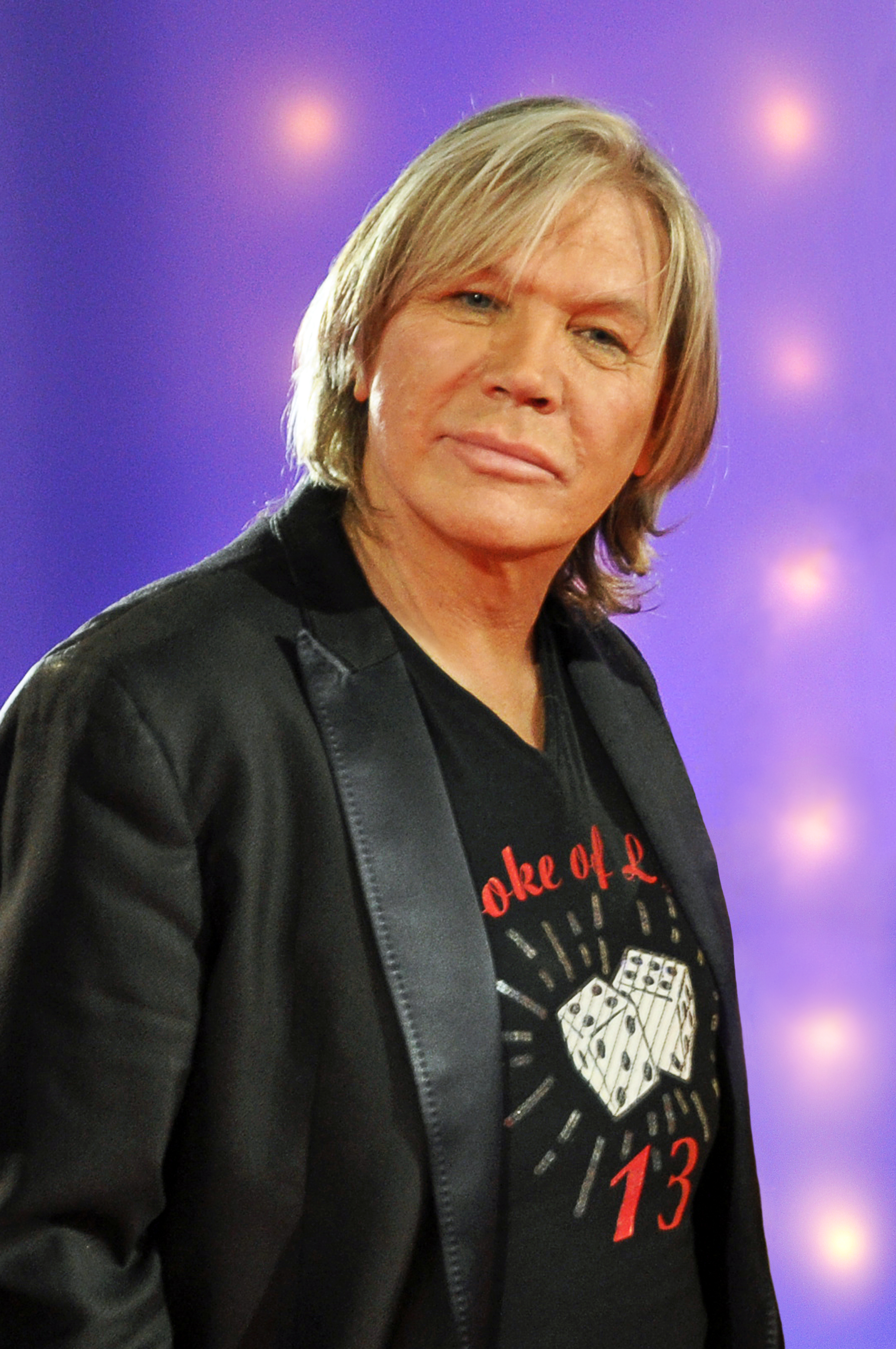
Patrick Juvet tijdens de opname van Private life, public life in 2010.

## Discografie

### Albums
- La musica (1972)
- Love (1973)
- Olympia 73 (1974)
- Chrysalide (1974)
- Mort ou vif (1976)
- Paris by night (1977)
- Got a feeling (1978)
- Lady night (1979)
- Laura ou les ombres de l'été (1979)
- Live Olympia 79 (1980)
- Still Alive (1980)
- Transit
- Rêves immoraux (1982)
- Solitudes (1991)

### Verzamel-cd's
- Master Série (1988)
- Best Of (1995)
- Best of Disco (2000)
- L’essentiel (2002)

### Singles
- Romantiques pas Morts (1971)
- La Musica (1972)
- Au même endroit à la même heure (1972)
- Je vais me marier, Marie (1973) (Deelname aan het Eurovisiesongfestival voor Zwitserland in 1973)
- Sonia (1973)
- Toujours du cinéma (1973)
- Love/Unisex (1974)
- Rappelle-toi minette (1974)
- Regarde/Soleil et mer (1974 met D.Balavoine)
- Il est trop tard pour faire l'amour (1975)
- Magic (1975)
- Faut pas rêver (1976)
- Où sont les femmes ? (1977)
- Megalomania (1977)
- Got a Feeling (1978)
- I Love America (1978)
- De plus en plus seul (1978)
- Lady Night (1979)
- Swiss Kiss (1979)
- Laura (1979 uit de film van David Hamilton)
- Sounds like rock 'n' roll (1980)
- Sans amour/C'est de moi (1981 met P.Grillet)
- Rêves immoraux/Du tac au tac (1982)
- Getting to the heart of me/Change your mind (1983)
- Je tombe amoureux/L'amour n'est pas pressé (1984)
- Thinking With Your Body/Broken Glasses (1986)
- L'amour avec les yeux (1987)
- Rêve/Take it out on me (1988)
- Solitudes (1991)
- Cruising bar (1992)
- Deep dark night (1993)
- I love america remix (1995)
- Rester cool (1998)
- Ça c'est Paris (2000)
- Don't be afraid (2010)